# Sandy Fitzpatrick
Alexander Stewart Fitzpatrick (meglio noto come Sandy Fitzpatrick; Paisley, 13 luglio 1943) è un ex hockeista su ghiaccio britannico naturalizzato canadese che nel corso della carriera ha giocato nella National Hockey League.

## Carriera
Fitzpatrick nacque a Paisley in Scozia, tuttavia egli crebbe in Canada a Toronto. Iniziò a giocare ad hockey militando nella Ontario Hockey Association vestendo per due anni la maglia dei Guelph Royals, mentre fino al 1965 militò nei Kitchener Rangers, formazione di cui fu anche capitano.
Nella primavera di quell'anno fece il proprio esordio fra i professionisti debuttando in National Hockey League con i New York Rangers disputando quattro partite, mentre pochi giorni più tardi fu mandato in prestito ai St. Paul Rangers della Central Hockey League, formazione con cui vinse nel l'Adams Cup. Nelle due stagioni successive restò sempre nell'organizzazione dei Rangers giocando nei farm team della CHL.
Nell'estate del 1967 in occasione dell'NHL Expansion Draft Fitzpatrick venne selezionato dai Minnesota North Stars, una delle sei nuove franchigie iscritte alla NHL al termine dell'era delle Original Six. Giocò in NHL soli trenta incontri nella stagione 1967-68, mentre per la maggior parte dei due anni con cui rimase legato alla franchigia del Minnesota fu prestato in CHL ai Memphis South Stars.
Nel 1969 lasciò definitivamente la NHL per trasferirsi ai San Diego Gulls, formazione della Western Hockey League. Vi rimase per tre stagioni fino al ritiro giunto nel 1972.

## Palmarès

### Club
- Adams Cup: 1

St. Paul: 1964-1965